# Wisma 46
Wisma 46 è un grattacielo di Giacarta, in Indonesia, che misura in altezza 250 m. Attualmente è l'edificio più alto del paese.